# Tamarix africana var. africana
Tamarix africana subsp. africana é uma variedade de planta com flor pertencente à família Tamaricaceae. 
A autoridade científica da variedade é Poir., tendo sido publicada em Voy. Barbarie 2: 139 (1789).

## Portugal
Trata-se de uma variedade presente no território português, nomeadamente em Portugal Continental.
Em termos de naturalidade é nativa da região atrás indicada.

## Protecção
Não se encontra protegida por legislação portuguesa ou da Comunidade Europeia.